# Пушкино (Амурская область)
Пу́шкино — село в Серышевском районе Амурской области России. Входит в состав Лиманновского сельсовета.

## География
Село Пушкино расположено на расстоянии 55 км к юго-востоку от посёлка Серышево, административного центра района.
Дорога к селу Пушкино идёт от посёлка Серышево через сёла Украинка, Верное и Лиманное.
Расстояние до административного центра Лиманновского сельсовета села Лиманное — 16 км.
От села Пушкино на юг идёт дорога местного значения к селу Автономовка.

## Население
| 2002 | 2010 | 2012 | 2013 | 2014 | 2015 | 2016 |
| ---- | ---- | ---- | ---- | ---- | ---- | ---- |
| 13   | ↘1   | ↘0   | →0   | →0   | →0   | →0   |
| 2017 | 2018 |      |      |      |      |      |
| →0   | →0   |      |      |      |      |      |

## Экономика
Сельскохозяйственные предприятия Серышевского района.